# Рябцовський Йосип Григорович
Йосип Григорович Рябцовський (21 лютого 1926, місто Черемхово, тепер Іркутської області, Російська Федерація — 12 січня 2013, місто Черемхово Іркутської області Російська Федерація) — радянський діяч, машиніст екскаватора Південного вугільного розрізу тресту «Черемховвугілля» комбінату «Східсибвугілля» Іркутської області. Депутат Верховної Ради СРСР 6-го скликання. Герой Соціалістичної Праці (29.06.1966).

## Життєпис
Народився в родині робітника. Трудову діяльність розпочав у 1943 році забійником на шахті Черемховського басейну Іркутської області.
У листопаді 1943—1950 роках — у Радянській армії, учасник німецько-радянської війни.
З листопада 1950 року, після демобілізації з лав Радянської армії, працював електрослюсарем на шахті «Черемховська» Черемховського басейну Іркутської області.
З 1951 до 1955 року навчався в Черемховському гірничому технікумі Іркутської області.
З 1955 року — механік вантажного комплексу, помічник машиніста, начальник дільниці № 2, з 1960 року — машиніст крокуючого екскаватора Південного вугільного розрізу тресту «Черемховвугілля» комбінату «Східсибвугілля» Іркутської області. У 1963 році освоїв екскаватори великої потужності і став бригадиром екскаватора ЕШ-15/90 № 2.
У 1968 році без відриву від виробництва закінчив заочне відділення Іркутського політехнічного інституту .
Потім — на пенсії в місті Черемхово Іркутської області.
Помер 12 січня 2013 року в місті Черемхово Іркутської області.

## Нагороди та звання
- Герой Соціалістичної Праці (29.06.1966)
- орден Леніна (29.06.1966)
- орден Вітчизняної війни ІІ ст. (11.03.1985)
- знак «Шахтарська слава» I ст.
- знак «Шахтарська слава» IІ ст.
- знак «Шахтарська слава» IІІІ ст.
- Почесний механізатор вугільної промисловості